# Pfeifer & Langen
Pfeifer & Langen Industrie- und Handels-KG er en tysk fødevarevirksomhed med hovedkvarter i Köln. Historisk set har virksomhedens primære fokus været produktion af sukker og sukkervarer. Den anden del er produktion af snacks igennem datterselskabet Intersnack. I 2019 blev Naturkost Group opkøbt, der producerer funktionelle fødevarer (proteiner og kulhydrater). Endvidere ejer de 50 % af fødevareproducenten Krüger Group.
19. april 1870 blev firmaet Pfeifer & Langen etableret i Köln af Emil Pfeifer, sønnen Valentin Pfeifer og Eugen Langen.